# Ghias ad-din
Ghias ad-din ou  Mughis ad-Dîn Ghias ad-Din (fl vers 1206-1226) était membre de la dynastie des Seldjoukides du sultanat de Roum, époux de la reine Rousoudan Ire de Géorgie entre 1223 à 1226. Fils de l'émir d'Erzurum, il se convertit au christianisme sur ordre de son père afin de pouvoir épouser la reine de Géorgie. La position de Ghias ad-din à la cour géorgienne demeure faible et sa relation conjugale reste tendue en raison de l'infidélité de Rousoudan. Il est emporté par la fracture religieuse et politique générée par l'invasion des Khwarezmiens en Géorgie en 1226. À la même époque, il est répudié par Rousoudan, puis disparaît des sources, laissant deux enfants, une fille Tamar et un fils, David

## Origine et nom
Le consort de la reine Rousoudan est un jeune fils d'Abdu'l Harij Muhammad Mughis ad-din Tughril Shah, l'émir Seldjoukide d'Erzurum, et de sa femme une fille de Sayf al-Din Begtimur, qui règne sur Ahlat. Tughril Shah avait reçu Elbistan en apanage lors de la division du 
sultanat de Roum après la mort de son  père Kilij Arslan II en 1192, mais il l'échange ensuite vers 1201, pour Erzurum. Il semble avoir été un tributaire du royaume de Géorgie pendant au moins une partie de son règne
Le véritable nom du consort de Rousoudan n'est pas relevé  dans les sources géorgiennes ni musulmanes. « Ghias ad-din » est une laqab utilisé pour lui par le lettré égyptien du XIIIe siècle ibn 'Abd al-Zahir. Un historien géorgien, le prince Ioann de Géorgie, avance au début du XIXe siècle que le mari de Rousoudan aurait été baptisé sous le nom de « Dimitri »  (c'est-à-dire: Démétrius) lors sa conversion au christianisme en Géorgie.

## Mariage
Selon les sources musulmanes, Rousoudan épouse le fils de l'émir d' Erzurum. La chronique anonyme du XIVe siècle dite Chronique de Cent Ans, incluse dans les Chroniques Géorgiennes, relève que le jeune prince Seldjoukide, est donné comme otage à la cour géorgienne en garantie de la soumission d'Erzurum et que Rousoudan en tombe amoureuse et le prend comme époux.
Le savant arabe contemporain ʿAbd al-Latîf al-Baghdâdî confirme également que c'est Rousoudan qui choisit un prince Seldjouqike comme époux, mais Ibn al-Athîr affirme que c'est l'émir d'Erzurum lui-même qui propose cette union afin de préserver ses domaines des agressions géorgiennes. Après le rejet par les Géorgiens de sa proposition du fait que son fils est musulman, l'émir lui-même ordonne à son fils de se convertir au christianisme, le fait est décrit par ibn al-Athir comme « une étrange tournure des événements sans autre équivalent ».

## Vie conjugale
Ghias ad-din est décrit dans les annales géorgienne comme un homme beau et fort. Âgé d'environ  17 ans à l'époque de son mariage, il est plus jeune que Rousoudan,  qui est unanimement présentée par les sources médiévales comme une très belle femme adonnée aux plaisirs. Rappelant ses liaisons et sa conduite adultérine, ibn al-Athir relate qu'un jour Rousoudan fut surprise par son époux dans les bras d'un esclave (mamelouk). Comme Ghias ad-din refuse de tolérer sa conduite, ibn al-Athir précise qu'il fait conduire, Rousoudan dans « une autre ville » sous stricte surveillance. Le chroniqueur musulman souligne la « position secondaire » que le prince Seljuq avait à la cour géorgienne. Les témoignages confirment qu'il ne bénéficiait pas du statut élevé des précédents rois-consorts géorgiens, particulièrement de celui du père de Rousoudan David Soslan, l'époux de la reine Tamar. Les sources géorgiennes ne lui donnent pas le titre royal et ne relèvent pas qu'il ait exercé un commandement militaire ni une quelconque  intervention dans les affaires du royaume. Son nom n'apparait pas non plus sur les monnaies frappées au nom de Rusudan.
Ghias ad-din et Rousoudan ont deux enfants, une fille, Tamar, et un fils, David. Tamar épouse son cousin, Kay Khusraw II, sultan de Roum, et demeure connue sous le nom de Gürcü Hatun. David devient roi Géorgie après la mort de Rousoudan en 1245 et il est à l'origine de la première dynastie des rois d'Iméréthie en Géorgie occidentale.

## Défections
En 1226, lorsque Jalal ad-Din, le shah du Khwarezm, s'empare de la capitale du royaume de Géorgie Tbilissi, obligeant la reine  Rousoudan à s'enfuir dans ses possessions occidentales, Ghias ad-Din apostasie et retourne à l'Islam et selon le chroniqueur  Shihab al-Din Muhammad al-Nasawi, il obtient ainsi un  « aman » (c'est-à-dire un sauf-conduit) de Jalal ad-Din. Toutefois après le départ du shah du Khwarezm pour le siège d'Ahlat, Ghias ad-Din fait de nouveau défection et retourne au christianisme et informe alors les Géorgiens de la faiblesse de la garnison khwarezmienne de Tbilissi. Rousoudan semble avoir rompu son union avec Ghias ad-Din à cette époque et il disparaît ensuite des sources.

## Sources
- (en) Cet article est partiellement ou en totalité issu de l’article de Wikipédia en anglais intitulé « Ghias ad-din » (voir la liste des auteurs).